# مارتيهيريرو
بلدية مارتيهيريرو (بالإسبانية: Martiherrero) هي بلدية تقع في مقاطعة آبلة التابعة لمنطقة قشتالة وليون وسط إسبانيا.

## الديموغرافيا
بلغ عدد سكان بلدية مارتيهيريرو 296 نسمة عام 2011 (وفقاً للمعهد الوطني للإحصاء الإسباني).
| 208 | 202 | 187 | 281 | 268 | 274 | 296 |